# Sumner (Washington)
Sumner je grad u američkoj saveznoj državi Washington. Prema popisu stanovništva iz 2010. u njemu je živjelo 9.451 stanovnika.